# Koniecpol (stacja kolejowa)

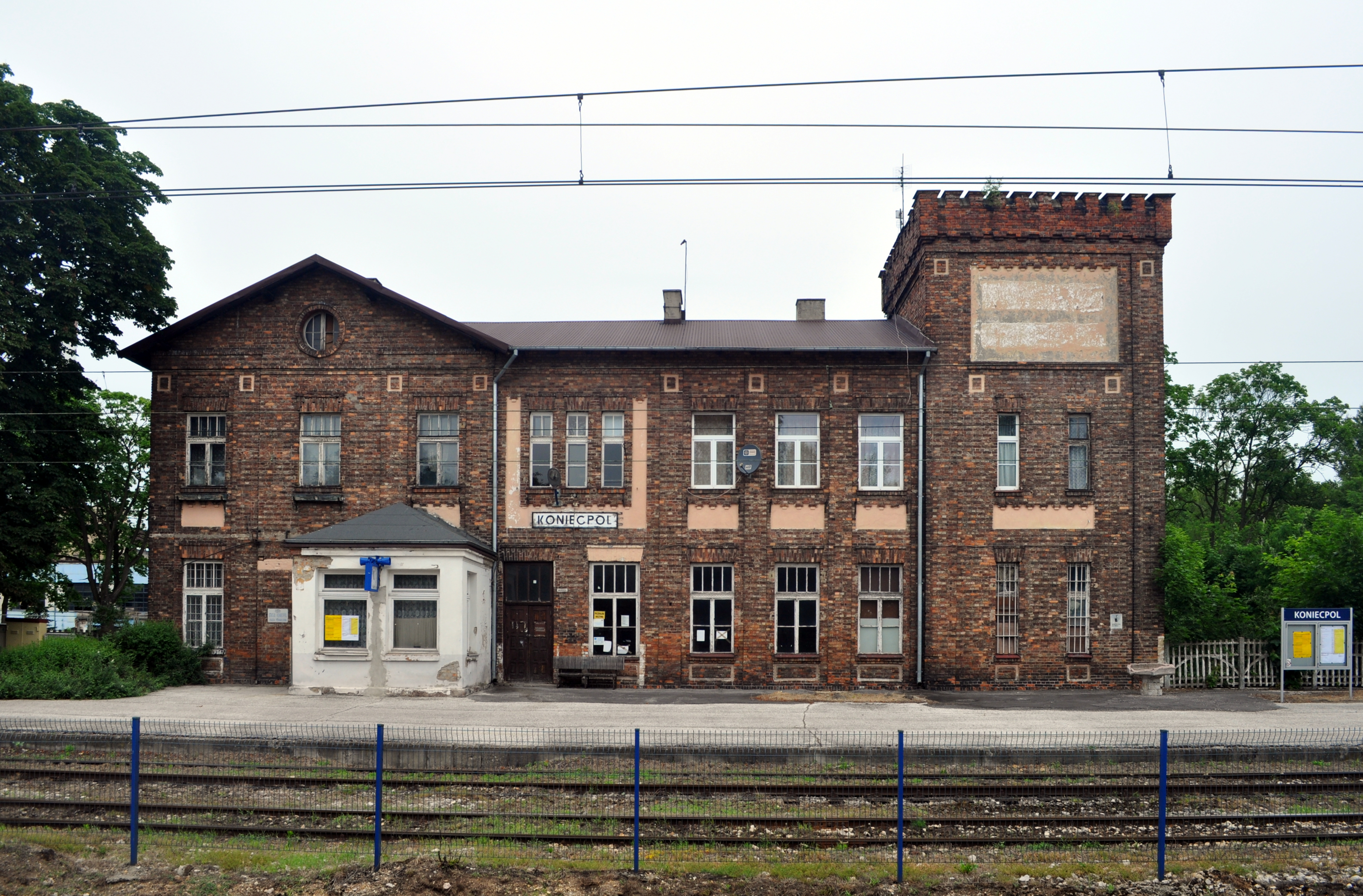
Dworzec w Koniecpolu przed modernizacją (2015)

Koniecpol – stacja kolejowa w Koniecpolu, w województwie śląskim, w Polsce. Znajduje się na prawobrzeżnym Chrząstowie, do 1959 oddzielnej miejscowości. Obsługuje lokalny ruch pasażerski do Kielc, Włoszczowy i Częstochowy oraz dalekobieżny do Krakowa, Łodzi, Gdyni i sezonowo do Kołobrzegu.
Obiekt wpisany do gminnej ewidencji zabytków.

## Ruch pasażerski
| Rok  | Wymiana pasażerska na dobę |
| ---- | -------------------------- |
| 2017 | 150-199                    |
| 2022 | 200-299                    |

## Historia
Dwukondygnacyjny obiekt został wybudowany w 1910 r. W marcu 2016 roku ogłoszono przetarg na remont dworca w Koniecpolu, obejmujący odnowienie elewacji i holu dworca z poczekalnią oraz zagospodarowanie przyległego terenu.

## Ruch kolejowy
Stacja kolejowa w Koniecpolu jest stacją węzłową. Posiada pięć torów głównych, z których trzy zlokalizowane są przy dwóch peronach. Ruch pociągów prowadzony jest z nastawni "Kc". Stacja posiada ona urządzenia przekaźnikowe z sygnalizacją świetlną. Obsługuje ona ruch pociągów w kierunku Częstochowy, Kielc oraz Krakowa. Na stacji zatrzymują się pociągi osobowe Polregio relacji Częstochowa- Kielce oraz pociągi dalekobieżne spółki PKP Intercity w kierunku Łodzi, Lublina, Wrocławia, Krakowa i Poznania.